# Pirapitinga
A Pirapitinga ou Caranha  (nome científico: Piaractus brachypomus), é um peixe de água doce da família Serrasalmidae, nativo da Bacia Amazônica, na América do Sul (uma população do Rio Orinoco foi descrita em 2019 como espécie separada, a Piaractus orinoquensis). É uma das espécies nativas mais criadas em cativeiro no Brasil. A espécie foi inicialmente classificada como parte do gênero Colossoma, a qual pertence o tambaqui, recebendo os nomes científicos C. brachypomum e C. bidens. Em 1818, Cuvier a nomeou Myletes brachypomus.

## Etimologia
Pirapitinga é uma palavra originaria da Língua tupi onde significa Peixe pintado

## Habitat
É um peixe que habita originalmente regiões de mata alagada das bacias amazônica e Tocantins-Araguaia.
 Porém, foi introduzida em países como Estados Unidos, Canadá, China, Mianmar, Papua Nova Guiné e Taiwan. Suas larvas são encontradas em rios de águas brancas. Os adultos vivem vivem em áreas de várzea e igapós, em todos os tipos de rios, ocorrendo também em rios pobres em nutrientes. Durante o período chuvoso, os peixes migram para florestas de várzea. Habitam principalmente rios com águas de fluxo lento e lagos com pH entre 4,8 e 6,8 e temperatura da água entre 23 e 28°.

## Características

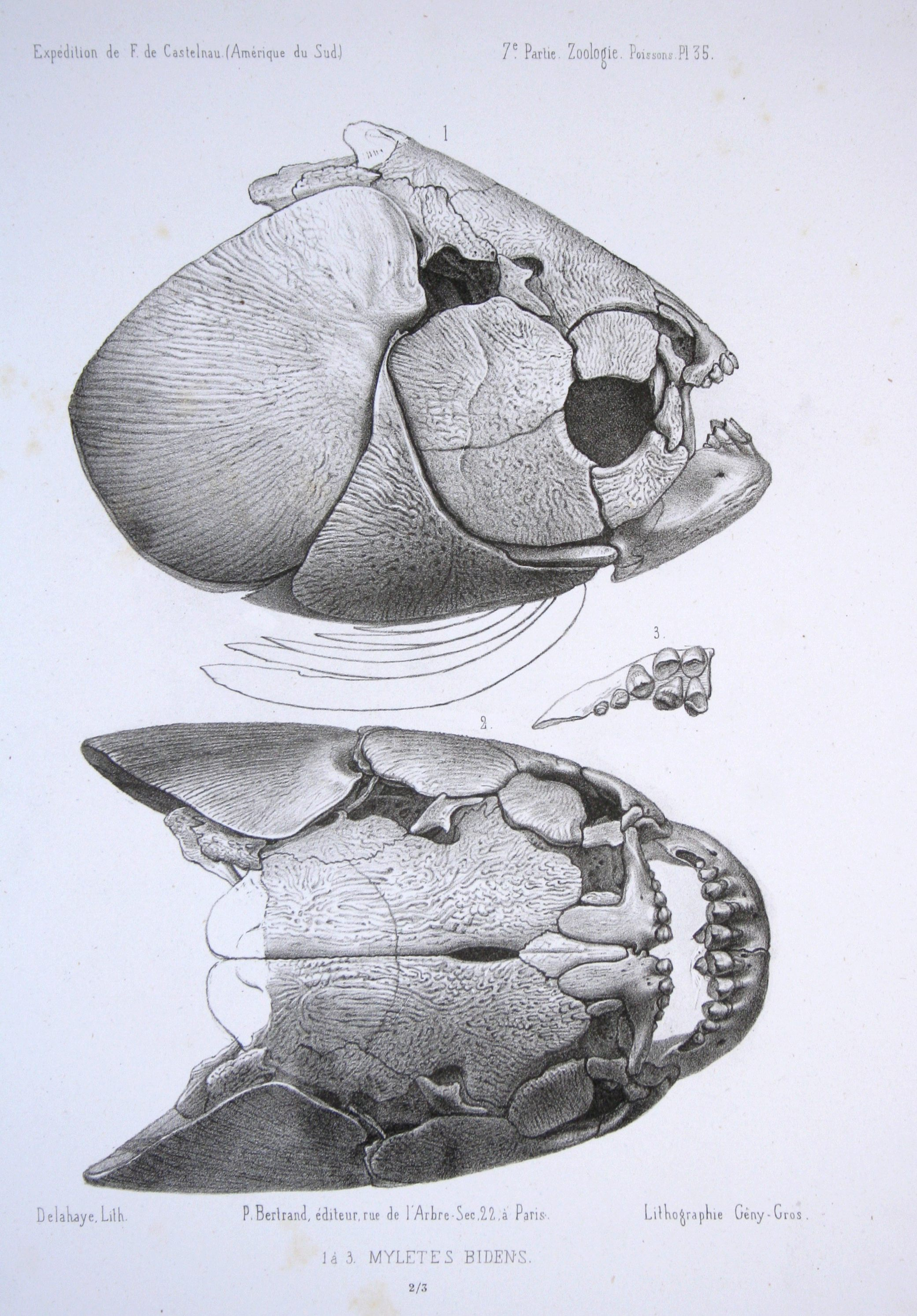
Crânio de Piaractus brachypomus de cima e de perfil.

A pirapitinga é um peixe escamado, de corpo romboidal, comprido, repleto de escamas cinza-arroxeadas(podendo ser cinza-claro em indivíduos jovens) com reflexo prateado, com o dorso apresentando um padrão levemente avermelhado. O número de escamas na linha lateral curvada para baixo é de 70 a 89, enquanto as ventrais de 46 a 63. Possui uma serra na quilha abdominal. Suas nadadeiras são amareladas, sem desenhos. A nadadeira anal é longa, podendo ser vermelha com borda preta (esta última caracteristica também atribuida à nadadeira caudal), enquanto a adiposa pode estar reduzida ou completamente ausente em adultos. A cabeça é desproporcional ao corpo. Sua mandíbula inferior é coberta por um lábio carnudo. Possui muitos dentes molares, que servem parar mastigar vegetais e frutos, e por isso é um animal herbívoro. Faz sua reprodução em época de piracema, desovando em locais mais rasos e de temperatura menor, sempre em época das cheias dos rios. A espécie pode atingir até 88 centímetros de comprimento e pesar até 25 quilos. São peixes que podem viver até os 28 anos.
Os juvenis têm o peito vermelho e podem ser facilmente confundidos com a piranha-vermelha, sendo distinguidos desta por meio de seus dentes, semelhantes a molares. Pensa-se que essa semelhança seja mimetismo batesiano das pirapitingas para evitar predadores. Os indivíduos adultos não tem a barriga vermelha e brilhante e se assemelham mais ao tambaqui, sendo distinguidos destes por algumas características: a pirapitinga tem a nadadeira adiposa menor e sem raios, sua cabeça é mais arredondada (menos alongada e pontuda), além de diferenças nos dentes e no opérculo. Quando ao pacu-caranha, ele pode ser distinguido por sua escama menor e pelo maior número de escamas laterais (mais de 110).

## Comportamento
De maneira geral, o comportamento da pirapitinga se assemelha ao do tambaqui. Ela faz migração mas o padrão ainda não foi totalmente esclarecido. Faz sua desova durante o início da estação de cheio, entre novembro e fevereiro.

### Alimentação

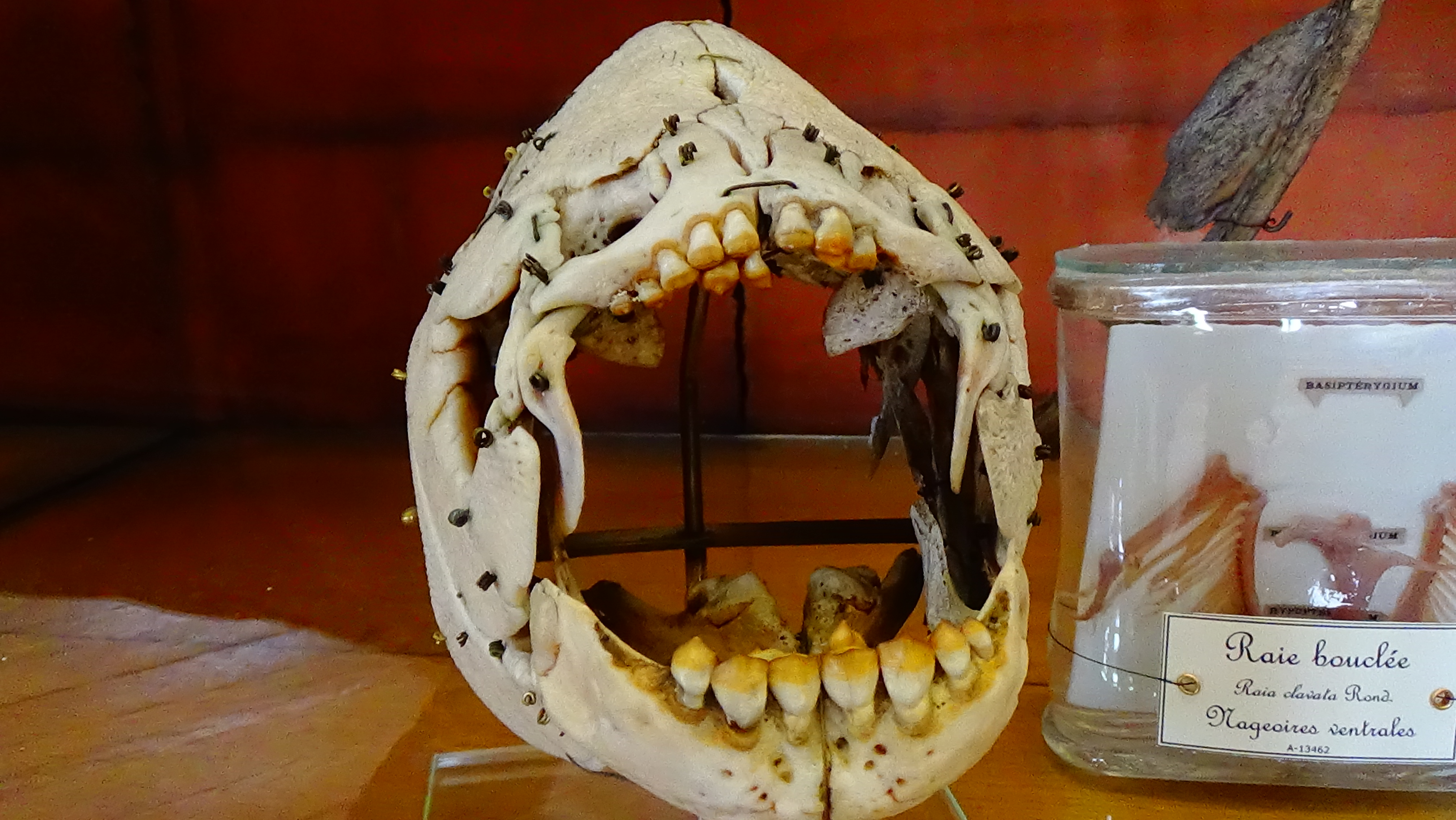
Aspecto da mandíbula de um espécime de Piaractus brachypomus mostrando seus dentes molariformes especializados em moer sementes e frutos.

Alimentam-se principalmente de conteúdo vegetal como frutas e sementes, mas podendo consumir zooplâncton, insetos, crustáceos e pequenos peixes, principalmente durante o período de seca. Por comer frutos e sementes, é uma grande dispersora, em geral até mais eficiente que o tambaqui, uma vez que ela causa menos danos às sementes.

### Reprodução
Os machos atingem sua maturidade sexual por volta dos 3 anos de idade, enquanto as fêmeas por volta dos 4 anos. Em seu habitat natural, fazem sua reprodução em águas com temperatura por volta de 26°, chegando a produzir entre meio milhão a um milhão de ovos. 

## Aquicultura e pesca
Na região amazônica a pirapitinga é uma importante fonte de alimento e bastante consumida por sua carne ser considerada saborosa.  Por conta disso a partir de 2012 passou a ser gravemente afetada pelo consumo desenfreado. Para nutrir tal demanda, o peixe passou a ser criado por aquicultores de todo o mundo. Eles se adaptam facilmente em tanques com baixo nível de oxigênio e tem baixas exigências quanto ao teor de proteína na ração. Logo, a espécie se caracterizou por seu rápido crescimento, baixa exigência alimentar (ração com mais carboidratos e menos proteínas) e resistência à má qualidade da água. Sua criação em conjunto com bagres levou a maior rendimento de biomassa por conta da forma diferente que as espécies utilizam o alimento, baixando também os custos de alimentação a medida que aumenta a eficiência.  Alimentar os peixes à noite também mostrou ser mais eficiente produzindo maior ganho de peso. Isso se justificaria pelo fato do consumo de energia por parte da pirapitinga ser menor durante a noite, verificando-se que o peixe é mais ativo ao entardecer.
A despeito da espécie ser nativa de águas brasileiras e sul americanas, de acordo com a Organização das Nações Unidas para Alimentação e Agricultura (FAO) é a China o país que mais produz o peixe em cativeiro. Em 2020, a China produziu 59,4 mil toneladas do peixe, enquanto o Brasil modestas 1,8 mil toneladas. 

### Aquarismo
Indivíduos menores podem ser criados em aquários com temperatura entre 24° e 27°, onde podem viver em associação com bodós (peixes do gênero Hypostomus) e aruanã (Osteoglossum bicirrhosum), atingindo de 5 a 15 anos de vida.

### Espécie invasora
A partir de 2012, a espécie Piaractus brachypomus já havia sido introduzida em pelo menos 16 estados dos Estados Unidos, onde se espalharam amplamente por causa das altas temperaturas. Na Papua-Nova Guiné, a espécie  foi introduzida no Rio Sepik e no Rio Ramu em 1997, como parte do programa "Fishaid" da Organização das Nações Unidas para Alimentação e Agricultura para proporcionar mais fontes de proteínas à população local. Por lá a pirapitinga causou danos ecológicos à fauna e flora fluvial, agredindo a população local de Ciclídeos como as tilápias, além de várias espécies de plantas aquáticas das águas do rio Sepik. A medida que se expandiam no novo ecossistema, passaram a ser mais carnívoras. Houve até acidentes envolvendo nadadores que foram moridos por grandes exemplares da espécie. Em alguns locais onde foram introduzidas, as pirapitingas são frequentemente confundidas com piranhas. Até mesmo na Croácia foram capturados exemplares da espécie, havendo também a possivel observação ou captura na costa da Polônia e Dinamarca no Mar Báltico.

### Hibridização com tambaqui
A pirapitinga pode se reproduzir artificialmente com o tambaqui, um parente próximo, dando origem a um híbrido intergenérico batizado de tambatinga. Nesse processo, são utilizados o sêmen de uma macho de pirapitinga e ovócitos de uma fêmea de tambaqui. O híbrido teria capacidade de crescimento maior e mais rápido, maior eficiência na filtração de plâncton e também mais ciclos reprodutivos que as espécies que o originaram e também o tambacu, outro híbrido (este entre o tambaqui e o pacu-caranha). Além disso, o tamanho menor da cabeça da tambatinga traria mais rendimento de carne aos produtores.